# The Survivors Live
The Survivors Live est un album live de Johnny Cash, Carl Perkins et Jerry Lee Lewis, enregistré le 23 avril 1981 à Böblingen en Allemagne de l'Ouest. Les trois chanteurs, ayant démarré leur carrière sous le label Sun Records, se retrouvent à l'occasion d'une tournée en Europe. Le spectacle devait à l'origine être celui de Johnny Cash mais Carl Perkins et Jerry Lee Lewis, le rejoignent un soir, sur la scène du fait qu'ils n'ont pas de concert programmé. Sans aucune répétition, les trois chanteurs interprètent un certain nombre de chansons connues dont Get Rhythm de Johnny Cash et Blue Suede Shoes de Carl Perkins. Perkins, Cash et Lewis avaient déjà collaboré ensemble, avec Elvis Presley, décédé en 1977, à l'occasion du Million Dollar Quartet. Ils recommenceront, en 1985, avec Roy Orbison, pour l'album Class of '55. Pour la dernière chanson de l'album, I Saw the Light, Cash, Perkins et Lewis sont accompagnés de John Carter Cash (en) et Cindy Cash, les enfants de Johnny.

## Liste des chansons
Face 1
1. Get Rhythm (Johnny Cash) (3:07)
2. I Forgot to Remember to Forget (Charlie Feathers, Stan Kesler (en)) (2:44)
3. Goin' Down the Road Feelin' Bad (Traditionnel) (2:59)
4. That Silver-Haired Daddy of Mine (en) (Gene Autry, Jimmy Long) (3:10)
5. Matchbox (Carl Perkins) (3:18)
6. I'll Fly Away (Albert E. Brumley (en)) (4:02)

Face 2
1. Whole Lotta Shakin' Goin' On (Dave « Curly » Williams, Sunny David) (4:04)
2. Rockin' My Life Away (Mack Vickery (en)) (2:54)
3. Blue Suede Shoes (Carl Perkins) (3:07)
4. Peace in the Valley (Thomas A. Dorsey) (4:51)
5. Will the Circle Be Unbroken (en) (A. P. Carter (en)) (4:36)
6. I Saw the Light (en) (Hank Williams) (3:25)

## Classement dans les charts
| Chart (1982)                      | Position |
| --------------------------------- | -------- |
| U.S. Billboard Top Country Albums | 21       |

## Source de la traduction
- (en) Cet article est partiellement ou en totalité issu de l’article de Wikipédia en anglais intitulé « The Survivors Live » (voir la liste des auteurs).